# 西马其顿大区
西马其顿大区（羅馬化：Ditiki Makedonia），是希腊的13個大區之一，位于希腊西北部，覆盖希腊马其顿地区的西部。大区面积为9,451平方公里，人口数量约为25.5万人。大区首府设在科扎尼。

## 行政区划
西马其顿大区设立于1987年，下轄四州：弗洛里纳州、格雷韋納州、卡斯托里亞州、科扎尼州，在2010年卡利克拉提斯改革方案中，所有州份撤销，大区的权力和职责完全重新定义并扩大。西马其顿大区划分为4个专区（对应原州份）：弗洛里纳专区、格雷韦纳专区、卡斯托里亚专区和科扎尼专区。这些专区再下分为12个市镇（2019年之后为13个市镇）。与邻近的伊庇鲁斯大区一道，西马其顿大区受到驻地在约阿尼纳的伊庇鲁斯和西马其顿权力下放管理局的监督。